# 蒲添生
蒲添生（1912年6月19日—1996年5月31日），嘉義市人，為臺灣代表性雕塑家。，是繼黃土水後，第二位赴日留學雕塑的臺灣藝術家藝術家之一，其所創作作品以名人紀念及雕塑為主，則呈現台灣近代社會之歷史人物縮影為主題，並數度擔任全國美展、省展等重要展覽會評審委員。

## 生平
1912年，蒲添生出生於嘉義市美街；他的父親蒲嬰以裱畫為業並擅於繪製人像畫，祖父則是畫家兼佛像雕刻師。在父親的店裡，蒲添生對繪畫產生興趣，並開始以顧客為描摹對象。1919年，蒲添生進入玉川公學校（今嘉義市東區崇文國民小學前身）就讀，期間，他受到陳澄波的教導，並啟發在藝術創作的天分。14歲時，他以作品《鬥雞》獲得新竹美展首獎；同時，他也一直期望自己能如鄰居林玉山前往日本求學，但因家裡經濟狀況而始終無法實現。1928年，他與林玉山等畫家合組「春萌畫院」。

### 留學
20歲時，蒲添生趁著替父親收取裱畫生意尾款的機會逕自前往基隆，並搭上輪船前往日本。1931年，他開始在東京川端画学校專攻素描。在抵達日本後的漫長時日裡，他一直靠著零星的打工機會與父親及兄長不定時的匯款勉力維生。1932年，他考入帝國美術學校膠彩畫科就讀，後又轉入雕塑科。1934年，他從帝國美術學校轉入雕塑家朝倉文夫私塾門下；在其嚴格教導下，他練得了深厚的基礎能力和正確的雕塑觀念，其中包含觀察能力與記憶力的訓練，還有向自然尋求創作靈感的精神。
1939年，他迎娶陳澄波的長女陳紫薇為妻子。隔年，他以雕塑作品《海民》入選聖德太子奉讚展。隨後，決定返回臺灣，與楊三郎等人籌組台陽美術協會，並在其下創設雕塑部。30歲時，他自日本返回臺灣，受岳父陳澄波引薦接下其首份工作：製作孫中山的銅像及蔣中正的戎裝像；恰巧，朝倉文夫在他返臺前贈送他十多張孫中山的照片，還叮嚀他將之妥善保存。隨後，在該些照片與其親友輔助下，他順利完成了孫中山的銅像（後置於臺北中山堂廣場東北側）。1946年，他在製作「蔣主席戎裝像」時堅持不使其著軍帽，以藉其頭形傳達其精神，並經溝通而免於不必要的爭議及政治風險。
1947年時，他將鑄銅技術自日本引入臺灣，並成立自己的鑄銅工廠。隨後自1949年起，他於臺灣省教育廳雕塑講習會開始任教直至1979年。1971年，曾製作蔣中正的身像時被要求加上軍帽，否則有關當局將不予驗收。
此外，他也曾在台灣省全省美術展覽會擔任評審數十年。

### 晚期
1982年，他以法國籍女性為模特兒創作出作品《陽光》；但是，該作品不但未被全國美術展覽會的承辦單位（展覽地點為國父紀念館）所接受，其造型也引發是否涉及色情的爭議。1983年及1984年，他在兒子蒲浩明建議下將作品《詩人》（為紀念魯迅而作）、《亭亭玉立》、《懷念》等送至巴黎沙龍藝術展參加選拔並一一入選。1988年，他在觀賞漢城奧運女子體操表演後受其啟發，並因而創作出十件《運動系列》作品。
1993年，時任中華民國總統的李登輝邀請他為因健康幼稚園火燒車事件不幸罹難的幼稚園教師林靖娟創作紀念銅像；該作品為其最後作品之一，他在創作過程中因癌症經常發生抽筋或失去體力的情況。1996年5月31日，他在完成作品不久後因胃癌逝世於臺大醫院。

## 家庭
蒲添生與陳紫薇結婚，其岳父為陳澄波，並育有蒲浩明、蒲浩然、蒲浩志、蒲秀齡等數名子女。

## 代表作
- 《228公園孔子像》
- 《中山堂國父銅像》
- 《春之光》（入選1958年日本美術展覽會）[2]
- 《運動系列》（1988年）[6]
- 《三美神》：《陽光》、《亭亭玉立》、《懷念》（捐贈與臺北市政府，置於華山公園內）[6]
- 《詩人》（局部放大像置於國立成功大學光復校區大門）[6][10]
- 《鄭成功銅像》立於臺鐵臺南車站站前圓環，2025年3月被臺南市政府指定為一般古物

## 語錄
- 「他們是官大而已，對美術有比我懂嗎？憑什麼審查我的作品？」[9]
- 「你開幕是一小時，我的作品卻是一生。」[9]
- 「藝術振家邦。」[11]

## 軼事
- 蒲添生在遭受質疑其為社會名人所塑之像的藝術性時曾答以「我可還有六個孩子要養啊！」[6]
- 在其小兒子參加大學聯考填志願時，蒲添生曾出面使其自文組改至理組。[6]
- 蒲添生習慣在工作休息時坐在搖椅上飲用罐裝台灣啤酒。[6][11]
- 陳澄波在獄中寫給蒲添生的信件內容比寫給自己子女的還多。[6]
- 黃朝琴曾委託蒲添生製作一對石獅子，以置於臺北國賓飯店大門作開幕吉祥物；開幕前黃氏對於作品感到非常滿意，但蒲添生仍一修再修，並因此與黃氏發生爭論不歡而散。最後，雖然錯過了開幕，但黃氏還是歡喜地把石獅子搬去了國賓飯店。黃朝琴過世後，臺灣省議會委託莆添生製作黃朝琴等身像，自1963年至今仍屹立在立法院民主議政園區(即臺灣省議會紀念園區)內。[9]

## 紀念
- 蒲添生雕塑紀念館：位於林森北路上，在臺北捷運善導寺站附近。[6]

## 家族
蒲添生育有蒲浩明、蒲浩志等子女，蒲浩明則育有蒲宜君；祖孫三人及家族多人都從事於藝術創作。

## 外部連結
- 蒲添生雕塑紀念館的Facebook專頁
- 蒲添生雕塑紀念館 （页面存档备份，存于）
- 新光三越文教基金會::蒲添生家族故事展 （页面存档备份，存于）
- 運動系列Sports Series - 奇美博物館| Chimei Museum （页面存档备份，存于）

### 閱讀資料
- 「還真於藝－蒲添生百年紀念展」 新聞資料 - 高雄市立美術館
- 蒲添生資料集第1冊-(1 3)前緣及作品集2006.09-1-171-mb - SlideShare （页面存档备份，存于）